# Si mes larmes tombent
Singles de Christophe Willem
Cool
(2011) Starlite
(2012)
Pistes de Prismophonic
L'amour me gagne Indélébile
Si mes larmes tombent est une chanson de Christophe Willem. Il s'agit du second single de l'album Prismophonic, sorti le 23 janvier 2012.

## Autour de la chanson
Le style musical de la chanson est une ballade en piano-voix. Les différents instruments joués sont: le piano qui est l'instrument clé du morceau, ainsi que le violon et la violoncelle qui servent d'accompagnement. La hauteur de la voix de Christophe Willem est plutôt élevée.
Dans un entretien accordé au magazine hebdomadaire Version Femina, Christophe Willem s'explique sur la nostalgie des paroles:

« Ça peut paraître bizarre, je n'ai que 28 ans mais depuis que je fais ce métier tout va très vite, ça donne un peu le vertige. J'adore ma vie aujourd'hui, je vis de ma passion mais en même temps ma vie d'avant me plaisait aussi, j'avais des relations avec les gens qui étaient pures et sincères, qui le sont moins aujourd'hui, donc dans Si mes larmes tombent j'exprime ce tout petit peu de nostalgie qui est très saine et qu'on doit avoir je trouve, pour se permettre d'avancer. Il ne faut pas sombrer dans la mélancolie mais je trouve que la nostalgie est positive. On vit sur des moments qu'on a adorés et on veut tout simplement recréer des moments comme ceux-là. »

À la station radio Chérie FM, il raconte de ne pas avoir été jugé de la même manière quand il n'était pas encore une célébrité: « Quand on me jugeait, c'était parce qu'on n'aimait pas ma personnalité et ma façon d'agir mais pas pour un ressenti ou sur des divergences hypothétiques ».
Si mes larmes tombent est réalisée par les Britanniques Steve Anderson et Sarah deCourcy. Ce premier a également composé la musique. La chanson a initialement été écrite en anglais par Karen Poole, avec Safe and Sound comme titre. Elle a ensuite été adaptée en français par la chanteuse canadienne Zaho. La version anglaise de la chanson firgure sur l'album Love Shot Me Down, sorti en 2012.

## Clip vidéo
Le clip a été tourné sur la scène du théâtre Casino-Barrière d'Enghien-les-Bains, la ville où est née le chanteur. On y voit Christophe Willem, habillé entièrement en blanc, accompagné d'un piano ayant la même couleur que ces habits. Durant toute la vidéo, le chanteur reste collé à ce piano dont leur couleur contraste avec le reste du décor. On le voit, parfois, en train d'y jouer, de s'allonger dessus, tout en ayant projeté quelques photos d'enfance ainsi qu'une vidéo où il marche dans un couloir et une autre où il est en live.

## Accueil critique
Selon Chérie FM, la chanson est une « ballade épurée, piano-voix » et « la vidéo est à son image ». Le site Charts in France décrit le clip comme « plus sobre » que celui, « très moderne et lumineux », de son prédécesseur Cool. 
Ozap trouve Si mes larmes tombent « plus simple et plus classique que le premier single de l'album, Cool », et estime que la chanson « pourrait permettre à Christophe Willem de retrouver une partie de ses fidèles » Purepeople écrit sur la chanson qu'elle est « touchante en piano-voix, triste et interprétée d'une voix androgyne chargée d'air » et sur le clip qu'il « ne s'encombre pas de scénographie et joue lui aussi sur une forme de pureté »

## Liste des pistes
CD single promotionnel
1. Si mes larmes tombent (Radio Edit) — 3:35

Téléchargement digital (EP remixes)
1. Si mes larmes tombent (Radio Edit) — 3:35
2. Si mes larmes tombent (Alex One Remix) — 3:54
3. Si mes larmes tombent (Hakimakli Radio Remix) - 3:27
4. Si mes larmes tombent (Hakimakli Club Remix) - 5:10
5. Si mes larmes tombent (Extended Club Mix – Sarah deCourcy Remix) - 7:00
6. Si mes larmes tombent (Radio Club Edit – Sarah deCourcy Remix) - 3:41
7. Si mes larmes tombent (Chill out Mix – Sarah deCourcy Remix) - 4:13
8. Si mes larmes tombent (Acapella) - 3:49
9. Si mes larmes tombent (Instrumental) - 3:54

Téléchargement digital (EP single)
1. Si mes larmes tombent (Jerome Okresik Remix) — 6:17
2. Si mes larmes tombent (Quentin Mosimann Remix) — 6:13
3. Si mes larmes tombent (Yorgo Land Remix) - 7:21

## Classements
En France, Si mes larmes tombent n'intègre pas le Top 50, mais reste classé pendant 23 semaines entre février et juillet 2012 dans le Top 200, atteignant la 56e position le 31 mars 2012.
Dans le classement iTunes en France, le titre s'est classé pendant 35 jours, atteignant la 52e place.
En Belgique francophone, le titre fait son entrée à la 16e position le 24 mars 2012 et atteint sa meilleure position, la 10e, le 7 avril 2012. Au total, Si mes larmes tombent reste classé pendant 16 semaines dans l'Ultratop 50.
| Pays                 | Charts      | Meilleure position |
| -------------------- | ----------- | ------------------ |
| Belgique francophone | Ultratop 50 | 10                 |
| France               | Top 50      | 56                 |